# Словообразование в русском языке
Словообразование в русском языке — элементы, из которых состоят слова, значимые части слова (корень, приставка, суффикс, окончание), их роль в словопроизводстве, а также законы, по которым одни слова (производные) мотивируются другими словами (производящими).
Основной словообразовательной единицей в русском является производное слово. Они могут образовываться морфологическим способом (посредством морфем, например добавлением суффикса или сложением корней) и неморфологическим способом, например изменением части речи, созданием слов из словосочетаний, распадом многозначного слова на омонимы.
Современным подходом к изучению словообразовательной системы русского языка считается когнитивное антропоцентричное направление, раскрывающее особенности мышления человека при создании новых слов. Этот подход наметился в начале 1960-х годов с отходом от структурализма и попытками смоделировать язык как многоуровневую систему правил, позволяющую перевести смысл высказывания в текст.
При когнитивном подходе не различают смысло- и формообразующие морфемы, вводится также нулевая морфема (значимое отсутствие части слова). Отличают флексии — морфемы, не участвующие в словообразовании. В русском языке выделяются повторяющиеся в разных словах аффиксы, присоединяемые к основе слова и меняющие его значение, придавая определённый оттенок. Важное значение придается порядку соединения морфем в слова.